# إنديا فيشر
إنديا فيشر (بالإنجليزية: India Fisher)‏ هي ممثلة بريطانية، ولدت في 1974 في لندن في المملكة المتحدة.

## وصلات خارجية
- إنديا فيشر على موقع IMDb (الإنجليزية)
- إنديا فيشر على موقع ميوزك برينز (الإنجليزية)
- إنديا فيشر على موقع ديسكوغز (الإنجليزية)
- إنديا فيشر على موقع قاعدة بيانات الفيلم (الإنجليزية)
- إنديا فيشر على موقع كينوبويسك (الروسية)